# Киносъёмочный аппарат
Киносъёмочный аппара́т, киносъёмочная ка́мера, кинока́мера — съёмочная камера, предназначенная для записи движущегося изображения на киноплёнку. Процесс записи называется киносъёмкой, а полученное в результате изображение используется для создания кинофильма. В процессе киносъёмки при помощи объектива на светочувствительной киноплёнке последовательно фиксируются фотографические изображения отдельных фаз движения объектов съёмки с частотой, превышающей порог человеческого восприятия. В результате при воспроизведении полученного фильма зрители воспринимают последовательность неподвижных изображений как одно непрерывно движущееся. Стандартная частота киносъёмки звукового кинематографа во всём мире составляет 24 кадра в секунду.
До изобретения видеомагнитофона в 1957 году киносъёмочные аппараты были единственным средством фиксации движущегося изображения, и кроме постановочного и документального кино использовались для научных исследований и на телевидении, в том числе для записи телепрограмм. После замены видеокамерами в большинстве областей, включая любительское кино, киносъёмочная аппаратура остаётся в работе только в профессиональном кинематографе, откуда быстро вытесняется цифровой кинокамерой, удешевляющей кинопроизводство. Вместе с тем, многие кинематографисты не спешат отказываться от плёночных кинотехнологий. В 2015 году шесть крупнейших киностудий Голливуда заключили соглашение с компанией Eastman Kodak о продолжении поставок киноплёнки, необходимой для работы киносъёмочных аппаратов. Тем не менее, еще в 2011 году ведущие производители киносъёмочной аппаратуры Arri, Aaton и Panavision объявили о полном прекращении её выпуска, поскольку уже существующего парка пленочных кинокамер достаточно для любых нужд кинопроизводства на много лет вперёд.

## Принцип действия
При общепринятом кадровом методе киносъёмки изображение записывается киносъёмочным аппаратом таким же способом, как и в фотоаппарате: киноплёнка экспонируется действительным изображением, которое на ней строит съёмочный объектив. Разница между двумя этими устройствами заключается в конструкции лентопротяжного механизма, позволяющего кинокамере быстро перемещать киноплёнку мимо кадрового окна. При этом киноплёнка может двигаться как непрерывно, так и прерывисто. В первом случае для получения резкого изображения используется оптическая компенсация смещения изображения относительно движущейся плёнки при помощи призм или зеркал. Такой способ получил некоторое распространение в специальной киносъёмочной аппаратуре, главным образом, для скоростной киносъёмки. В киносъёмочных аппаратах общего назначения применяется прерывистое перемещение киноплёнки при помощи скачкового механизма.
В этом качестве чаще всего используется грейферный механизм, совершающий возвратно-поступательное движение одного или нескольких зубьев, входящих в перфорацию киноплёнки и передвигающих её на расстояние, равное шагу кадра. Во время холостого обратного хода зубья выходят из перфорации, оставляя плёнку неподвижной. Для предотвращения смазывания изображения во время перемещения плёнки грейфером, свет от объектива перекрывается обтюратором, который одновременно служит в качестве фотозатвора, регулирующего выдержку. Действия грейфера и обтюратора синхронизируются таким образом, чтобы обтюратор оставался открытым только при неподвижной киноплёнке во время холостого хода грейфера. Для стабильного положения киноплёнки в момент экспозиции некоторые киносъёмочные аппараты оснащаются контргрейфером. Кроме грейфера в передвижении киноплёнки участвуют зубчатые барабаны и наматыватель, так же приводимые в действие ручным, пружинным или электрическим приводом. Человек, управляющий киносъёмочным аппаратом, называется кинооператором.

## Запись звука
В отличие от видеокамер, большинство киносъёмочных аппаратов со времён немого кино до сегодняшнего дня не рассчитаны на запись звукового сопровождения. Звук записывается отдельным устройством и объединяется на общей киноплёнке с изображением при печати совмещённых фильмокопий. Для синхронизации используется хлопушка-нумератор, отмечающая начало каждой отснятой сцены щелчком, или встроенные маркировочные устройства, создающие синхронную отметку одновременно на киноплёнке и звуковом носителе. В дальнейшем маркеры на обоих носителях совмещаются в процессе монтажа на звукомонтажном столе.
Попытки совместить звукозапись в одном устройстве с кинокамерой предпринимались одновременно с появлением звукового кино. Такие устройства, оснащённые блоком фотографической звукозаписи, назывались «микст-камерами» и наносили совмещённую фонограмму непосредственно на негатив. В период развития телевещания до появления видеокамер, предназначенных для тележурналистики, выпускались кинокамеры, способные записывать оптическую фонограмму на киноплёнку, а позднее на её магнитную дорожку. Ограничения при монтаже такой фонограммы не позволяли её использовать в художественном кинематографе, где использовалась раздельная запись. Поэтому совмещённые устройства получили распространение только в новостном кинопроизводстве и документальном кино.

## Историческая справка
Прообразом кинокамеры считаются аппараты для хронофотографии, которые изобретатели разных стран начали создавать после успешных опытов Эдварда Мэйбриджа (англ. Eadweard Muybridge) по съёмке отдельных фаз движения. «Фотографическое ружьё», сконструированное в 1882 году физиологом Жюлем Маре (фр. Etienne-Jules Marey) снимало до 10 кадров в секунду на вращающуюся восьмиугольную фотопластинку. Конструкция предназначалась для создания фотографий, использовавшихся в зупраксископах, но оказалась неудачной. Следующая разработка того же автора — «хронофотографическая» камера (англ. chronophotographic camera) — в общих чертах напоминала современные киноаппараты, поскольку использовала новейшую негативную фотобумагу Eastman Kodak в рулоне.
Аналогичное устройство независимо от Маре разработано Луи Лепренсом (фр. Louis Aimé Augustin Le Prince) и использовано для съёмки первого в истории фильма «Сцена в саду Раундхэй» в 1888 году. В начале своих опытов Лепренс пробовал применять в качестве носителя промасленную бумажную, кожаную ленту и стеклянные фотопластинки, соединённые полотном. В конце концов выбор был остановлен на рулонной фотобумаге Джорджа Истмена (англ. George Eastman) шириной 54-мм. Патент, выданный 16 ноября 1889 года, через год был аннулирован в связи с исчезновением автора. 21 июня 1889 года Уильяму Фриз-Грину (англ. William Friese-Greene) выдан другой патент № 10131 на камеру похожей конструкции. Она была способна делать до десяти снимков в секунду на только что появившуюся целлулоидную ленту такой же ширины. Однако, вскоре патент был признан недействительным из-за финансовой несостоятельности Фрис-Грина, так и не нашедшего средств на оплату пошлины.
Первый настоящий успех достался «Кинетографу», разработанному Уильямом Диксоном (англ. William Kennedy Dickson) в лаборатории Томаса Эдисона (англ. Thomas Alva Edison) в 1891 году. Аппарат снимал на 35-мм перфорированную киноплёнку, которая перемещалась зубчатым барабаном с приводом от электродвигателя. Полученный фильм успешно демонстрировался «Кинетоскопом» тех же изобретателей. Привычные черты киносъёмочный аппарат приобрёл, когда главный механик мастерских братьев Люмьер Шарль Муассон (фр. Charles Moisson) сконструировал первый грейферный механизм, запатентованный 13 февраля 1895 года и использованный в «Синематографе» (фр. Cinématographe Lumière). Аппарат «Синематографа» был универсальным, и кроме возможности съёмки оказался пригодным в качестве кинопроектора и кинокопировального аппарата.
За два года до этого украинский инженер Иосиф Тимченко изобрёл оригинальный скачковый механизм типа «улитка», на некоторое время получивший популярность в киносъёмочной аппаратуре. На его основе Тимченко вместе с Михаилом Фрейденбергом построил действующую хронофотографическую камеру, использовавшую стеклянную дисковую фотопластинку, как фоторужьё Маре. Однако, из-за отсутствия заинтересованности российских потенциальных заказчиков в собственных разработках, аппарат так и остался техническим аттракционом.
Собственное производство киносъёмочных аппаратов было налажено только в 1930-х годах в мастерских киностудий. До этого в России и СССР использовалась аппаратура иностранного производства.

### Два направления киноаппаратостроения
Первым профессиональным киносъёмочным аппаратом можно считать «Синематограф» братьев Люмьер. Вскоре производство подобных аппаратов было налажено в других странах Европы и Америки. Они выпускались в единичных экземплярах и в целом повторяли французский прототип. Финансовый успех первых кинематографистов и распространение кино способствовали дальнейшему совершенствованию киноаппаратуры, которое на разных континентах пошло по двум направлениям. На волне успеха кинокамеры «Пате Студио» (фр. Pathé Studio), быстро ставшей самой массовой в мировом кинематографе, в 1908 году появился аппарат фирмы «Дебри́ Парво» (фр. Debrie le Parvo), положивший начало так называемому «французскому» направлению в киноаппаратостроении.
Конструктивные особенности аппаратуры подобного типа заключались в ящичной форме корпуса и «трёхпоточном» лентопротяжном механизме. Последнее означает движение киноплёнки в трёх плоскостях: между соосными кассетами она проходила через фильмовый канал, делая две геликоидальные петли. Такая компоновка обеспечивала максимальную компактность при большой ёмкости кассет, но снижала надёжность работы. Из-за формы корпуса французские аппараты получили прозвище «чемодан взломщика» (англ. Cracker Box). Похожие аппараты выпускались вплоть до Второй мировой войны в разных странах, в том числе и в СССР — «Союз ККС» (1932), «Хроникон» и «Конвас-1» (1939). Однако, в начале 1920-х годов популярность стала переходить к «американскому» стилю киноаппаратостроения. Начало новому направлению положено в 1912 году моделью 2709 компании «Белл-Хауэлл» (англ. Bell & Howell).
В «американских» аппаратах использовался «однопоточный» механизм: киноплёнка двигалась в одной плоскости, делая конструкцию громоздкой, но более надежной. Литой металлический корпус повторял все закругления лентопротяжного тракта и оснащался револьверной головкой на несколько объективов. Видоискатель впервые стал беспараллаксным: со сдвижным матовым стеклом по типу фотоаппарата прямого визирования. По этим же принципам построен «Митчелл Стандарт», выпуск которого начат в США в 1921 году. Новые принципы конструирования быстро получили распространение среди европейских фирм, в том числе Linhof & Stachow (Германия) и Meopta (Чехословакия). Профиль всех этих камер на десятилетия стал символом кинопроизводства, благодаря сдвоенным наружным кассетам, получившим на Западе прозвище «уши Микки Мауса» (англ. Mickey Ears).

### Камеры для съёмки с рук
Первые киносъёмочные аппараты требовали установки на штатив, поскольку оснащались только ручным приводом. Необходимость вращать ручку лишала операторов возможности съёмки с рук и свободы перемещения. Первое решение проблемы было реализовано в камере «Аэроскоп» 1909 года выпуска с приводом от сжатого воздуха. Она использовалась для съёмки кинохроники и воздушной разведки вплоть до внедрения пружинного двигателя в начале 1920-х годов. Одним из первых пружинный привод получил немецкий аппарат «Кинамо», ставший самой компактной 35-мм камерой.
Самой известной пружинной камерой стала американская «Аймо» (англ. Eyemo), выпущенная в 1926 году фирмой «Белл-Хауэлл». Вплоть до 1950-х годов эта и аналогичные ей камеры оставались самыми распространёнными у кинодокументалистов, в том числе и советские «КС-4» (1938), «КС-5» (1938) и «КС-50Б» (1945), первые две из которых были не чем иным, как лицензионными копиями разных моделей «Аймо».
С началом производства 9,5-мм киноплёнки «Пате-Бэби» в 1923 году, появились и первые камеры для кинолюбителей. «Симметричный» ответ «Кодака», выпустившего в том же году 16-мм киноплёнку, дал новый импульс распространению ручных камер. Узкоплёночные аппараты оказались компактнее, а ёмкость их кассет стала достаточной для длительной съёмки. Поэтому, многие кинодокументалисты сразу приняли этот формат, в котором прекрасно себя проявили швейцарские пружинные камеры Bolex. Появление малогабаритных электродвигателей и портативных источников тока позволило начать использовать в ручных камерах электропривод. Одним из первых ручных аппаратов с электроприводом перед войной стал Arriflex 35 (Германия, 1937). Здесь наиболее значимым достижением оказался беспараллаксный визир с зеркальным обтюратором, впервые использованный в кинокамере.
Эта модель впоследствии произвела настоящую революцию в кинематографе, позволив получать профессиональное качество изображения аппаратом, пригодным для съёмки с рук. К середине 1930-х годов сложилось разделение киносъёмочной аппаратуры на две основные разновидности: тяжелые штативные аппараты, предназначенные для синхронной съёмки в павильоне, и лёгкие немые камеры, позволявшие быстро менять любые съёмочные ракурсы, но непригодные для звуковой съёмки. Громоздкость синхронной аппаратуры заставляла снимать большинство сцен игровых фильмов в павильонах киностудии, заменяя живой фон декорациями или рирпроекцией, поскольку компактные камеры тех лет были непригодны для съёмки сцен с диалогами актёров.

### Звуковое кино
Первые звуковые фильмы с синхронной фонограммой снимались обычными камерами, установленными в специальной звуконепроницаемой будке или комнате с толстым стеклом. Несовершенство такого метода съёмки заставило конструкторов попытаться уменьшить уровень шума, издаваемого киносъёмочным аппаратом. Кроме того, для точной синхронизации требовалась тщательная стабилизация частоты киносъёмки, возможная только при использовании специальных электродвигателей. Применение звукозаглушающих боксов с выведенными наружу рукоятками органов управления, позволило к концу 1930-х годов добиться невысокого уровня шума киносъёмочных аппаратов. Малошумный грейфер с синхронным электроприводом одними из первых объединили в одном корпусе Mitchell NC (англ. Newsreel Camera), а затем Mitchell BNC (Blimped Newsreel Camera) со звукозаглушающим боксом. Удачная конструкция воспроизводилась во многих странах, в том числе в СССР, где на основе американских прототипов в 1933 году разработана синхронная камера «КС-1», а затем на её основе боксированная «КС-2». Снижение уровня шума с помощью бокса привело к утяжелению синхронных аппаратов, средний вес которых достиг 80—100 килограммов.
В конце 1920-х годов с увеличением выпуска звуковых фильмов на киностудиях начали создавать «микст-камеры», совмещавшие киносъёмочный аппарат и устройство записи оптической фонограммы на одну киноплёнку с изображением. Вскоре такие устройства, собранные в общем корпусе, стали выпускать промышленно. Микст-камеры были наиболее характерны для системы звукового кино «Мувитон». В первой половине 1930-х годов во Франции выпущена подобная камера Debrie Parvo-T, а в 1941 году в СССР создан «Конвас-звук». В дальнейшем от микст-камер в художественном кинематографе стали отказываться из-за невозможности раздельного монтажа звука, но в документальном кино этот тип аппаратуры получил некоторое распространение. На 16-мм киноплёнку оптическую дорожку записывали американские камеры «Аурикон» (англ. Auricon), в конце 1940-х годов ставшие де-факто стандартным оборудованием телекомпаний. С распространением магнитной звукозаписи такие камеры стали оснащать магнитным звукоблоком, записывающим звук на магнитную дорожку специальных сортов киноплёнки. В конце 1960-х годов у тележурналистов приобрели популярность узкоплёночные камеры CP-16A компании «Синема Продактс» (англ. Cinema Products), SSR-16 «Митчелл» и «Болекс 16 Про», оснащённые магнитными головками. Примерно в это же время запись звука на магнитной дорожке появилась и в некоторых зарубежных любительских кинокамерах формата «8 Супер».
В СССР в 1960-х годах выпускалась микст-камера «Эра», позволявшая записывать оптическую фонограмму на одну 35-мм плёнку с изображением. Кроме того, мелкими партиями производились 16-мм камеры «16СР» и «Русь» 2СР с возможностью записи звука на магнитную дорожку киноплёнки. Фонограмма микст-камер имела низкое качество, допустимое для репортажной съёмки, но неприемлемое в художественном кино, где могла использоваться только как «черновая». Вплоть до распространения компактных видеомагнитофонов, пригодных для телерепортажа, микст-камеры оставались узкоспециализированной группой оборудования, а затем были вытеснены видеокамерами.

### Появление современной аппаратуры
После Второй мировой войны развитие киносъёмочных аппаратов шло по пути повсеместного внедрения зеркального обтюратора («Родина» 3КСХ, 1953; «Дружба» УС-2, 1960; Mitchell BNCR, 1962), магазинной зарядки хроникальных камер (Caméflex, 1947; «Конвас-автомат», 1954) и снижения уровня шума для возможности синхронной съёмки. Последнее достигалось рациональной конструкцией механизмов и применением двойных корпусов с внутренней амортизацией. В середине 1950-х «широкоэкранный бум» вызвал очередную волну модернизации, связанную с распространением панорамных, а затем анаморфированных и широкоформатных систем кинематографа. Такие камеры оснащались анаморфотными объективами и многими другими приспособлениями для съёмок широкоэкранных фильмов. Появление вариообъективов позволило упростить съёмку многих сцен, до этого возможную только с операторской тележки.
Рост популярности и развитие телевидения привели к постепенному смешиванию классической «оптической» технологии кинопроизводства и электронного кино. В конструкцию киносъёмочного аппарата в конце 1960-х годов пришёл телевизи́р и возможность видеоконтроля с помощью видеомонитора.
В конце 1970-х годов киносъёмочная аппаратура наконец соединила в себе качества портативных камер, пригодных для съёмки с движения, и бесшумность студийной аппаратуры, позволив снимать изображение в естественных условиях вне павильона с одновременной записью чистовой синхронной фонограммы. Такими камерами стали немецкий Arriflex 35 BL, американский Panaflex и французский Aaton. Подобными характеристиками обладал также советский «Кинор-35С». С исчезновением деления камер на портативные и павильонные, киносъёмочная аппаратура разных производителей приобрела сходные черты универсального устройства, пригодного для любых видов профессионального кинопроизводства.
В настоящее время киносъёмочные аппараты используются только в профессиональном кинематографе, поскольку во всех остальных областях им на смену пришли цифровые устройства. Современные камеры, как правило, не рассчитаны на классическую «оптическую» технологию и применяются для съёмки оригинального негатива фильма, предназначенного для последующего сканирования и использования в распространённой технологии Digital Intermediate с цифровой обработкой, монтажом и озвучением кинофильмов, предназначенных для цифрового кинопоказа, цифровой печати плёночных фильмокопий или демонстрации по телевидению. Большинство таких аппаратов позволяют снимать во всех разновидностях формата «Супер-35», а также в любых производственных и прокатных форматах на 35-мм киноплёнке с различным соотношением сторон кадра. Причём, многие из базовых моделей выпускаются в нескольких вариантах с разным шагом кадра, а некоторые типы предусматривают перенастройку шага грейферного механизма. Также большую популярность приобрёл узкоплёночный формат «Супер-16» вследствие своей возросшей информационной ёмкости, сопоставимой с HDTV.
Современные киносъёмочные аппараты оснащаются многочисленными электронными устройствами, облегчающими съёмку и повышающими её качество и совместимость с цифровым и телевизионным оборудованием. Сегодня обязательны наличие видеоконтроля, генератора временно́го кода и возможность дистанционного управления параметрами объектива и самого аппарата.

## Классификация по назначению
Киносъёмочные аппараты по назначению разделяются на профессиональные и любительские. Профессиональные киносъёмочные аппараты предназначены для съёмок хроникально-документальных и художественных фильмов, а также для использования в научно-исследовательских и прикладных целях. Любительские кинокамеры предназначались для использования в домашних условиях и рассчитаны в основном на узкую киноплёнку шириной 8 и 16 мм.
- Профессиональный киносъёмочный аппарат Panaflex Platinum (США)
- 16-мм киносъёмочный аппарат Bolex H16 (Швейцария)
- Любительская кинокамера формата
8-Супер «Аврора-215» 
(ЛОМО, СССР)
- Профессиональный киносъёмочный аппарат «Конвас-автомат»
(СССР)
- Киносъёмочный аппарат для мультипликации, установленный на мультстанке

Профессиональные киносъёмочные аппараты подразделяются по массе и конструкции на три группы:
- ручные — для съёмки «с рук» или лёгкого штатива — до 6 кг;
- штативно-плечевые — для съёмки с плеча оператора или штатива — до 12 кг;
- штативные — для съёмок со штатива — более 15 кг;

Любительские кинокамеры существовали только в ручном варианте, благодаря небольшой массе. Практически все современные профессиональные аппараты можно отнести к категории штативно-плечевых, в связи с исчезновением класса тяжёлых синхронных аппаратов для студийного использования.
В зависимости от назначения киносъёмочные аппараты можно разбить ещё на две группы: общего назначения и специальные. Аппараты общего назначения служат для выполнения обычных киносъёмок в художественном, научно-популярном и хроникальном кинематографе. Они наиболее распространены и составляют более 90 % всего парка киносъёмочной аппаратуры. Специальные аппараты предназначены для специальных видов съёмки (комбинированных, мультипликационных, ускоренных съёмок) или специально разработаны для съёмки фильмов 3D, панорамных и кругорамных фильмов. Отдельный класс специальных аппаратов составляли кинорегистраторы видео, предназначенные для съёмки с экрана кинескопа до появления видеомагнитофонов.
Синхронные киносъёмочные аппараты как отдельный класс существовали до конца 1980-х годов, и отличались большой массой и стационарной конструкцией, а часто наличием звукоизолирующего бокса. Они специально разрабатывались для съёмки с одновременной записью звукового сопровождения и отличались низким уровнем шума и повышенной стабильностью частоты киносъёмки, недостижимых в лёгких передвижных камерах. С появлением современных компактных аппаратов с аналогичными характеристиками, синхронные кинокамеры вышли из употребления. Подавляющее большинство современных аппаратов общего назначения пригодны для синхронных киносъёмок.

## Классификация по формату
В настоящее время является наиболее естественной классификацией киносъёмочной аппаратуры вследствие стирания границ между её различными видами.
- Киносъёмочные аппараты, использующие негативную киноплёнку шириной 65 мм (в СССР — 70 мм) с двухсторонней перфорацией, предназначенную для создания широкоформатных кинофильмов на позитивной киноплёнке шириной 70 мм. Также на 65-мм киноплёнку снимаются кинофильмы IMAX.
- Киносъёмочные аппараты, использующие киноплёнку шириной 35 мм с двухсторонней перфорацией, предназначенную для создания обычных, широкоэкранных и кашетированных кинофильмов. Современные камеры, рассчитанные на такую плёнку, делаются многоформатными, то есть пригодны для съёмки в любом из существующих 35-мм форматов, в том числе в различных вариантах «Супер-35».
- Узкоплёночные — киносъёмочные аппараты, использующие киноплёнку шириной 16 мм, 8 мм и их разновидности. 16-мм киносъёмочные аппараты бывают как любительскими, так и профессиональными. Последние широко применяются для съёмки телесериалов.

- 65-мм негатив и 70-мм позитив
- Классический кадр на 35-мм киноплёнке
- Стандарты Супер-16 и 16 мм
- Стандарты 8 Супер, 8 мм и 2×8 мм

## Основные элементы конструкции
Основой любого киносъёмочного аппарата является лентопротяжный механизм, который служит для подачи неэкспонированной киноплёнки к фильмовому каналу, удержания её в строго определённой плоскости относительно съёмочного объектива, прерывистого перемещения на шаг кадра и намотки экспонированной киноплёнки в приёмный рулон. Лентопротяжный механизм содержит кассеты, зубчатые барабаны, ролики, фильмовый канал и грейферный механизм.
Смазывание изображения в момент перемещения киноплёнки грейфером предотвращается обтюратором, который одновременно выполняет функцию фотозатвора и перекрывает свет от объектива.
Оптическая система кинокамеры включает в себя объектив и видоискатель (визир). Кроме определения границ снимаемого изображения, видоискатель в большинстве случаев применяется для фокусировки съёмочного объектива.
В профессиональных киносъёмочных аппаратах системы автофокуса не получили распространения. Наводка на резкость производится ассистентом оператора (англ. focus puller) по шкалам метража или визуально по матовому стеклу сопряжённого визира. Незадолго до прекращения производства любительских кинокамер в некоторых иностранных моделях были использованы системы пассивного типа, например, «Визитроник Автофокус» (англ. Visitronic Autofocus).
Привод киносъёмочного аппарата служит для приведения в движение грейфера, обтюратора и лентопротяжного механизма. Для этого используются электродвигатели различного типа, пружинные механизмы и ручной привод. В первых синхронных аппаратах использовались специальные электродвигатели переменного тока, обеспечивавшие синхронизацию с аналогичным приводом звукозаписывающих устройств за счёт общего генератора. Электродвигатели постоянного тока с питанием от блока аккумуляторов применялись только в хроникальных и любительских аппаратах. В современной киносъёмочной аппаратуре применяются только электроприводы постоянного тока, чаще всего с кварцевой стабилизацией частоты киносъёмки.
Вспомогательные устройства служат для облегчения проведения киносъёмки и монтажа кинофильма. К ним относятся: счётчики метража плёнки, переключатели и индикаторы частоты киносъёмки (тахометры), синхроотметчики, устройства записи на киноплёнку служебной информации (например, адресно-временно́го кода), механизмы автоблокировки, встроенные экспонометрические устройства, звукопоглощающие боксы и светозащитные экраны. Также в качестве вспомогательных устройств используются специальные направляющие («риги») для крепления тяжелой оптики, компендиумов и фоллоу-фокусов, дополнительные видеоконтрольные устройства и устройства дистанционного управления.
Все перечисленные части помещаются в корпус, который служит для удержания их в строго определённом положении друг относительно друга, защиты киноплёнки от засветки и механизмов от воздействия окружающей среды, а также для заглушения шума работающего механизма.
В профессиональном кинематографе совместно с киносъёмочными аппаратами эксплуатируется целая группа устройств, предназначенных для организации движения камеры и стабилизации изображения. Совокупность этих приспособлений получила название вспомогательной операторской техники. Так, для панорамирования и повышения устойчивости кинокамеры устанавливают на панорамную головку, которая в свою очередь может крепиться на штатив, операторскую тележку «Долли» или на операторский кран для съёмки с движения. В последние десятилетия для съёмки подвижной камерой большую популярность приобрело устройство стабилизации киносъёмочного аппарата «Стэдикам».

## Киносъёмочные аппараты общего назначения
В таблице приведены некоторые наиболее характерные типы профессиональных киносъёмочных аппаратов общего назначения разных стран.
| Модель                  | Тип                | Формат плёнки | Размер кадрового окна, мм | Частота съёмки, к/с | Тип обтюратора                                     | Особенности                                             | Размеры (Д×В×Ш), мм                | Масса, кг | Год выпуска | Страна производства |
| ----------------------- | ------------------ | ------------- | ------------------------- | ------------------- | -------------------------------------------------- | ------------------------------------------------------- | ---------------------------------- | --------- | ----------- | ------------------- |
| 16СХ-2М «Кинор»         | Ручная             | 16-мм         | 9,65×7,26                 | 24, 25              | Зеркальный с постоянным углом раскрытия 160°       | Электродвигатель с кварцевой стабилизацией              | 360×145×180 с кассетой 30 м        | 4,7       | 1975        | СССР                |
| Arriflex 416            | Плечевая           | «Супер-16»    | 11,63×7,26                | 1—75                | Зеркальный с переменным углом раскрытия 45—180°    | Возможность видеоконтроля, временной код SMPTE          | 405×282×230 без объектива          | 5,5       | 2006        | Германия            |
| 1КСР («Конвас-автомат») | Ручная             | 35-мм         | 20,9×15,2                 | 8—32                | Зеркальный с постоянным углом раскрытия 150°       | Быстросменные кассеты магазинного типа, турель          | 610×225×250 широкоэкранный вариант | 5,7       | 1954        | СССР                |
| 5КСН («Кинор-35С»)      | Штативно- плечевая | 35-мм         | 20,9×15,2                 | 16—32               | Зеркальный с постоянным углом раскрытия 180°       | Отдельные электродвигатели для рулонов кассеты          | 560×300×350 с кассетой 150 м       | 15        | 1984        | СССР                |
| Arriflex 35-III         | Ручная             | 35-мм         | 20,9×15,2                 | 5—50                | Зеркальный, с переменным углом раскрытия 0—165°    | Модульная конструкция, пригодная для любых видов съёмок | 291×250×405 с кассетой 60 м        | 6         | 1986        | Германия            |
| Arriflex 435 Xtreme     | Плечевая           | «Супер-35»    | 24,89×18,66               | 1—150               | Зеркальный, с переменным углом раскрытия 11,2—180° | Возможность видеоконтроля, управление по радиомодулю    | 400×250×331 только головка         | 6,5       | 2004        | Германия            |
| Panaflex XL-2           | Штативно- плечевая | «Супер-35»    | 24,89×18,66               | 3—50                | Зеркальный, с переменным углом раскрытия 11,2—180° | Видеоконтроль, модульная конструкция                    |                                    | 5,35      | 2004        | США                 |
| Moviecam Compact MkII   | Плечевая           | «Супер-35»    | 24,89×18,66               | 5—50                | Зеркальный, с переменным углом раскрытия 45—180°   | Перенастраиваемый шаг грейфера на 3 и 4 перфорации      | 180×160×300 только головка         | 6,3       | 2006        | Австрия             |
| ACTCAM                  | Ручная             | «Супер-35»    | 24,9×18,6                 | 1—75                | Зеркальный, с переменным углом раскрытия 6—150°    | Отсутствие оптического видоискателя, видеоконтроль      |                                    | 2,9       | 2008        | Россия              |
| Arriflex 765            | Штативно- плечевая | 65-мм         | 52,5×23                   | 2—100               | Зеркальный, с переменным углом раскрытия 15-180°   | Предназначена для съёмки на плёнку 65 мм                | 630×370×530 с кассетой 300 м       | 32        | 1995        | Германия            |
| 1КСШР                   | Ручная             | 70-мм         | 51,3×23                   | 12—32               | Зеркальный, с постоянным углом раскрытия 160°      | Ручная широкоформатная камера                           | 455×195×330                        | 6         | 1962        | СССР                |

## Специальные киносъёмочные аппараты

### Съёмка несколькими камерами
При съёмке фильмов одновременно могут использоваться два и более киносъёмочных аппаратов. Это, как правило, происходит при многокамерной съёмке в художественном кинематографе и при производстве телефильмов. В первые десятилетия кинематографа съёмка двумя камерами практиковалась из-за отсутствия технологии контратипирования, позволяющей получать дубльнегатив. Поэтому в Голливуде большинство картин, предназначенных одновременно для внутреннего и внешнего рынков, снимались двумя камерами: второй негатив переправлялся через Атлантический океан и предназначался для печати европейских тиражей. С распространением широкоэкранного и широкоформатного кино практика съёмки двумя аппаратами возобновилась: на этот раз таким способом получали негативы, предназначенные для печати в форматах с различным соотношением сторон экрана, поскольку пансканирование при печати было затруднено из-за несовершенства цветных контратипных плёнок тех лет. Первые два фильма формата Todd AO снимались двумя камерами, работающими на разных частотах 30 и 24 кадров в секунду. Второй негатив позволял печатать фильмокопии наиболее массовых киносистем с общемировым стандартом частоты.
Некоторые кинематографические системы рассчитаны на съёмку изображения комбинацией из нескольких камер. Панорамные киносистемы, такие как американская Cinemiracle предусматривали съёмку тремя синхронизированными киносъёмочными аппаратами, установленными на общей раме. Различные кругорамные киносистемы использовали несколько киносъёмочных аппаратов одновременно, снимая изображение с круговым обзором в 360°. В раннем варианте советской «Круговой кинопанорамы» на общем основании крепились 22 камеры, одновременно снимавшие изображение на 22 киноплёнки. Такие киносистемы, называвшиеся в советской классификации киноаттракционами, в конце концов уступили место широкоформатным, использующим одну камеру.
При съёмке кинофильмов по технологии 3D в большинстве случаев используется пара стандартных киносъёмочных аппаратов, каждый из которых снимает свою часть стереопары.

### Многоплёночные кинокамеры
Некоторые кинотехнологии предусматривают использование киносъёмочных аппаратов, снимающих изображение сразу на две и более киноплёнок. Среди таких систем можно назвать ранние технологии цветного кинематографа «Техниколор» (англ. Technicolor), «Синеколор» (Cinecolor) и некоторые другие, в которых для съёмки цветоделённых негативов применялись специально спроектированные аппараты, снимавшие одновременно на 2 или 3 киноплёнки. Некоторые панорамные киносистемы также использовали специальные киносъёмочные аппараты, снимавшие на несколько киноплёнок. Самая известная из них — «Синерама», использовавшая кинокамеры, ведущие съёмку панорамного изображения одновременно на 3 киноплёнки. Отечественный аппарат «ПСО-1960» также был спроектирован для съёмки на три киноплёнки по советской системе «Кинопанорама». Существуют специальные киносъёмочные аппараты, предназначенные для комбинированных киносъёмок и предусматривающие съёмку одновременно на две киноплёнки, проходящие через общий лентопротяжный тракт по технологии «бипак». Такой способ был необходим при создании комбинированных кадров методом «блуждающей маски», в раннем цветном кинематографе, и некоторых других техниках съёмки, в настоящее время осуществляемых цифровыми методами.

### Киносъёмочные аппараты для съёмки фильмов 3D
Для съёмки кинофильмов 3D используются как сдвоенные стандартные киносъёмочные аппараты, так и специально спроектированные камеры, оснащённые двумя объективами, разнесёнными на расстояние стереобазиса.
Советский стандарт «Стерео-70» предусматривал съёмку стереопары одним киносъёмочным аппаратом на одну киноплёнку шириной 70 мм. При этом как на негативе, так и на фильмокопии оба кадра каждой стереопары располагались на одной киноплёнке попарно горизонтально.
Для съёмки 3D фильмов по стандарту IMAX также используется специально спроектированный аппарат с двумя лентопротяжными трактами и двумя объективами. Вес такого киносъёмочного аппарата превышает 100 кг, что делает съёмку некоторых сюжетов затруднительной.
В настоящее время для съёмки стереофильмов используются главным образом стандартные киносъёмочные аппараты или цифровые кинокамеры, закрепляемые попарно на специальных платформах — «стереоригах». При этом оба аппарата могут располагаться соосно на одном риге или по другой схеме, когда один из аппаратов располагается традиционно, а оптическая ось другого повернута вертикально. Свет попадает в объективы обеих камер через полупрозрачное зеркало, установленное под углом 45°. Вторая схема получила наибольшее распространение в цифровой киносъёмке из-за необходимости последующего переворота зеркального изображения одной из камер. Габариты аппаратуры в этом случае не мешают соблюдать стандартный стереобазис между оптическими осями объективов, примерно равный расстоянию между зрачками взрослого человека. Однако, такое устройство требует повышенной жёсткости платформы, чтобы предотвратить взаимные перемещения камер при съёмке с движения и панорамировании.

### Киносъёмочные аппараты для ускоренной киносъёмки
Большинство киносъёмочных аппаратов общего назначения оснащены механизмами регулировки частоты киносъёмки и пригодны для производства съёмок с повышенной частотой, как правило, до 72—150 кадров/с. Для проведения съёмок с более высокими скоростями существуют специально спроектированные кинокамеры, позволяющие осуществлять их с частотой до 109 кадров/с. Такие аппараты разделяются на скоростные и высокоскоростные. Так, например, советская камера «Темп» 1СКЛ-М, относящаяся к категории «специальные», способна осуществлять киносъёмку с частотой до 150 кадров/с, и пригодна для проведения комбинированных съёмок, съёмок спортивных соревнований и быстропротекающих процессов. Кроме того, ускоренная киносъёмка применяется при комбинированных съёмках с использованием уменьшенных макетов, для создания иллюзии достоверности движения на экране.
Проблема сверхскоростных киносъёмок состоит в крайне малом времени экспозиции одного кадрика, обратно пропорциональном частоте киносъёмки. Для получения нормально экспонированного изображения при таких съёмках используется сверхвысокочувствительная плёнка и светосильные объективы. Иногда для освещения объекта съёмки используются импульсные источники света с ультракоротким временем импульса, например, искровые.

### Замедленная и покадровая киносъёмка
Для ускорения движения объекта съёмки на экране применяется замедленная или цейтраферная киносъёмка с частотой, меньшей стандартных 24 кадров/с. Степень ускорения движения обратно пропорциональна соотношению частоты киносъёмки и частоты кинопроекции.

Цейтраферная (покадровая) киносъёмка позволяет наблюдать на экране процессы, невидимые глазом: суточное движение небесных светил, рост растений и тому подобное. Большинство современных киносъёмочных аппаратов рассчитаны на покадровую съёмку и пригодны для любого ускорения времени на экране. В современном цифровом кинопроизводстве для цейтраферной съёмки используется цифровой зеркальный фотоаппарат (англ. time-lapse photography) и последующая цифровая склейка видеопоследовательности из полученных фотографий. Такой способ удобнее съёмки на киноплёнку, поскольку фотозатвор обеспечивает более точную и стабильную отработку выдержки, чем обтюратор в покадровом режиме. Кроме того, возможна компенсация суточных колебаний яркости сцены за счёт расширения динамического диапазона по технологии HDRi, недоступной на киноплёнке.
Изготовление мультипликационных фильмов по классической плёночной технологии также предполагает покадровую съёмку. Для неё пригодны киносъёмочные аппараты, спроектированные для комбинированных съёмок, например, отечественный 3КСМ. Электропривод кинокамер для комбинированной съёмки, содержащий многоступенчатый передаточный механизм, позволяет производить покадровую съёмку как при прямом, так и при обратном движении киноплёнки. Часть таких аппаратов изготавливалась в специальном исполнении (версия 5КСМ), рассчитанном для установки на мультстанок, сходный по принципу действия с приспособлениями для фото-репродукции. Киносъёмочные аппараты для рисованной мультипликации были рассчитаны на вертикальное расположение и оснащались горизонтальной лупой для удобства визирования.
В наши дни для мультипликации — как рисованной, так и кукольной — в большинстве случаев используется цифровой фотоаппарат с дальнейшей обработкой снимков в компьютере. Впервые эта технология опробована режиссёром Тимом Бёртоном в картине «Труп невесты», для съёмок исходных файлов которой использован фотоаппарат Canon EOS-1D Mark II.

## В Юникоде
Символ кинокамеры в Юникоде — 🎥.